# Équipe d'Allemagne des moins de 20 ans de football
Cet article traite de l'équipe masculine. Pour l'équipe féminine, voir Équipe d'Allemagne féminine de football des moins de 20 ans.
Maillots
L'équipe d'Allemagne de football des moins de 20 ans est constituée par une sélection des meilleurs joueurs allemands de moins de 20 ans sous l'égide de la fédération allemande de football.

## Parcours

### Parcours en Coupe du monde
| - 1977 : Non-qualification - 1979 : Non-qualification - 1981 : Vainqueur - 1983 : Non-qualification - 1985 : Non-qualification - 1987 : Finaliste - 1989 : Non-qualification - 1991 : Non-qualification - 1993 : 1er tour - 1995 : 1er tour - 1997 : Non-qualification - 1999 : 1er tour |  | - 2001 : Huitième de finaliste - 2003 : 1er tour - 2005 : Quart de finaliste - 2007 : Non-qualification - 2009 : Quart de finaliste - 2011 : Non-qualification - 2013 : Non-qualification - 2015 : Quart de finaliste - 2017 : Huitième de finaliste - 2019 : Non-qualification - 2023 : Non-qualification - 2025 : Non-qualification |